# Björkshult
Björkshult är en bebyggelse, som före 2020 klassades som småort, i Fagerhults socken, Högsby kommun, på gränsen till Uppvidinge kommun. Några hus väster om den centrala bebyggelsen och som ingår i småorten ligger i Älghults socken i Uppvidinge kommun.  

## Historia
Björkshults glasbruk drevs här 1892–1978. I det gamla glasbruket driver idag ett antal idealister Björkshult Glashytta, och glasbruksområdet hyser också tre andra företag: BAL Studioglassliperi, Kursgård Björkedahl och HYBE glas. 
Björkshult omtals första gången i en jordebok från omkring 1498, då Arvid Trolle hade ett frälsetorp i Björkshult. 1553 fanns här ett halvt och ett helt frälsetorp, tillhöriga Nils Hogenskild respektive Ture Trolle.